# Rostock-Marathon

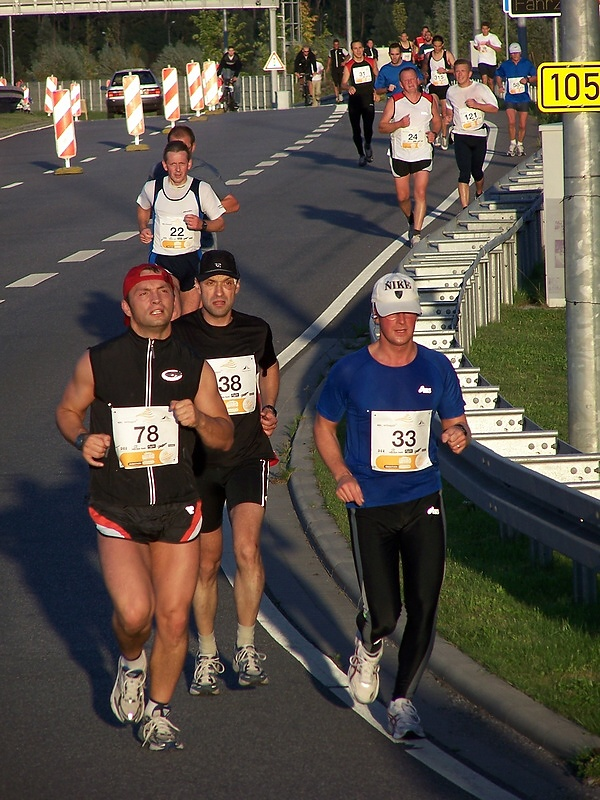
Läufer auf der Strecke am Warnowtunnel in Schmarl (2005)

Der Rostock-Marathon (offizieller Name hella marathon nacht rostock) ist ein Marathon und Halbmarathon in Rostock, der 2002 vom Leichtathletik-Verband Mecklenburg-Vorpommern ins Leben gerufen und vom Baltic Night Fever Marathon e.V. ausgetragen wurde (im ersten Jahr nur als Halbmarathon). Seit 2009 wird die Veranstaltung von BMS Die Laufgesellschaft mbH ausgerichtet.

## Organisation
Der Lauf bildet den Auftakt zur Hanse Sail und findet dementsprechend am letzten Samstag im Juli oder am ersten Samstag im August statt. Neben dem Marathon und dem Halbmarathon stehen mit der Marathon-Staffel, der Rostocker 7 (7-km-Lauf) und dem Schülerlauf noch weitere Wettbewerbe zur Auswahl. Bis 2010 wurden auch Wettbewerbe für Inline-Skater und Handbiker über die Marathon- und Halbmarathondistanz angeboten.
Start und Ziel der Strecke sind auf dem Neuen Markt. Nach einer Auftaktschleife über die Lange Straße geht es über die Vorpommernbrücke nach Dierkow und von dort über Toitenwinkel und Krummendorf zum Warnowtunnel. Nach dessen Durchquerung geht es auf einer Schleife durch Schmarl, in der anderen Richtung durch den Warnowtunnel und über eine alternative Strecke zurück in die Stadtmitte mit einer letzten Schleife entlang der Unterwarnow. Der Halbmarathon startet in Schmarl und ist mit der zweiten Hälfte der Marathonstrecke weitgehend identisch.
Der Rostock-Marathon 2008 wurde vom Veranstalter abgesagt. Die Läufer erhielten ihr Antrittsgeld zwar nicht zurück, konnten jedoch kostenlos am Marathon im Jahr 2009 teilnehmen, der wie gewohnt stattfand.
Seit 2022 befinden sich Start und Ziel auf der Haedgehalbinsel im Rostocker Stadthafen, ausgenommen vom Halbmarathon, welcher an der Mautstelle in Krummendorf in die Marathonstrecke einfädelt. Dadurch entfällt die Innenstadtrunde durch die Fußgängerzone der Kröpeliner Straße sowie über den Neuen Markt.

## Statistik

### Siegerlisten
Quelle: Veranstalterhomepage, arrs.run

#### Marathon
| Jahr | Männer                 | Zeit (h) | Frauen              | Zeit (h) |
| ---- | ---------------------- | -------- | ------------------- | -------- |
| 2022 | Torsten Trems          | 2:53:03  | Christiane Neidiger | 3:09:49  |
| 2021 | Paul Schmidt-Hellinger | 2:32:00  | Lena Sommer         | 3:00:48  |
| 2020 | (abgesagt)             | –        | (abgesagt)          | –        |
| 2019 | Raoul Jankowski        | 2:32:04  | Anita Fritsche      | 3:14:41  |
| 2018 | Gerrit Wegener         | 2:44:28  | Denise van Elk      | 3:05:21  |
| 2017 | Carsten Tautorat -2-   | 2:52:01  | Friederike Preuß    | 3:28:45  |
| 2016 | Carsten Tautorat       | 2:51:14  | Franziska Jung      | 3:07:48  |
| 2015 | Paul Schmidt -3-       | 2:19:35  | Laura Michel        | 3:09:46  |
| 2014 | Paul Schmidt -2-       | 2:30:33  | Sarah Stuckenbrock  | 3:31:50  |
| 2013 | Paul Schmidt           | 2:32:23  | Britta Giesen       | 3:19:10  |
| 2012 | Jens Grünthal          | 2:56:47  | Patricia Kusatz -2- | 3:16:28  |
| 2011 | Oliver Sebrantke       | 2:40:09  | Anita Ehrhardt      | 3:29:51  |
| 2010 | Torsten Hentschel      | 2:44:35  | Patricia Kusatz     | 3:17:59  |
| 2009 | Steffen Lorke-Philipp  | 2:52:00  | Claudia Barenscheer | 3:28:58  |
| 2008 | (abgesagt)             | –        | (abgesagt)          | –        |
| 2007 | Mathias Ahrenberg -3-  | 2:44:07  | Bärbel Lemme        | 3:24:30  |
| 2006 | Mathias Ahrenberg -2-  | 2:36:03  | Carola Gasa         | 3:24:34  |
| 2005 | Mathias Ahrenberg      | 2:47:31  | Bianco Bosch        | 3:53:12  |
| 2004 | John Stackman          | 3:04:14  | Gertrud Härer       | 3:26:11  |
| 2003 | Klaus Boesang          | 2:47:26  | Katja Friedländer   | 3:26:09  |

#### Halbmarathon
| Jahr | Männer                  | Zeit (h) | Frauen                        | Zeit (h) |
| ---- | ----------------------- | -------- | ----------------------------- | -------- |
| 2022 | Manuel Stary            | 1:13:12  | Dorota Schilling              | 1:26:52  |
| 2021 | Chris Eidhof            | 1:17:49  | Almut Dreßler                 | 1:27:07  |
| 2020 | (abgesagt)              | –        | (abgesagt)                    | –        |
| 2019 | Erik Schoob             | 1:13:21  | Angela Moesch                 | 1:25:21  |
| 2018 | Mourad Bekakcha         | 1:13:35  | Carolin Ottmüller             | 1:30:00  |
| 2017 | Raoul Jankowski         | 1:12:49  | Anika Dahmen                  | 1:28:08  |
| 2016 | Luis Hellmuth           | 1:15:56  | Simone Raatz                  | 1:20:38  |
| 2013 | Peter Ts'otleho Fane    | 1:09:27  | Maria Heinrich                | 1:26:40  |
| 2012 | Urs Schumann            | 1:18:57  | Kathrin Schippmann            | 1:28:26  |
| 2011 | Dennis Mehlfeld - 2 -   | 1:12:49  | Anne Kathrin Litzenberg - 2 - | 1:32:10  |
| 2010 | Mathias Ahrenberg       | 1:16:32  | Anne Kathrin Litzenberg       | 1:32:46  |
| 2009 | Sascha Kaschewsky       | 1:17:44  | Andrea Mehlhorn               | 1:33:10  |
| 2008 | (abgesagt)              | –        | (abgesagt)                    | –        |
| 2007 | Dennis Mehlfeld         | 1:07:47  | Beate Krecklow'               | 1:21:13  |
| 2006 | Uwe Emmerling           | 1:16:57  | Nancy Heinke                  | 1:34:53  |
| 2005 | Matthias Weippert - 3 - | 1:10:39  | Jenny Schütt                  | 1:29:15  |
| 2004 | Ralf Preibisch          | 1:13:12  | Stefanie Voß                  | 1:22:05  |
| 2003 | Matthias Weippert - 2 - | 1:09:13  | Anke Hierundar                | 1:28:26  |
| 2002 | Matthias Weippert       | 1:09:26  | Jana Exner                    | 1:35:09  |

### Teilnehmerzahlen
Teilnehmende, die das Ziel erreichen (Finisher)

Hervorhebungen: Rekordzahlen
| Jahr      | Marathon                    | Marathon                    | Marathon                    | Halbmarathon                | Halbmarathon                | Halbmarathon                |
| Jahr      | Gesamt                      | Männer                      | Frauen                      | Gesamt                      | Männer                      | Frauen                      |
| --------- | --------------------------- | --------------------------- | --------------------------- | --------------------------- | --------------------------- | --------------------------- |
| 2022      | 189                         | 150                         | 39                          | 628                         | 400                         | 228                         |
| 2021      | 109                         | 94                          | 15                          | 358                         | 262                         | 96                          |
| 2020      | Veranstaltung ausgefallen   | Veranstaltung ausgefallen   | Veranstaltung ausgefallen   | Veranstaltung ausgefallen   | Veranstaltung ausgefallen   | Veranstaltung ausgefallen   |
| 2019      | 287                         | 245                         | 42                          | 897                         | 600                         | 297                         |
| 2018      | 271                         | 223                         | 48                          | 873                         | 598                         | 275                         |
| 2017      | 222                         | 187                         | 35                          | 832                         | 581                         | 251                         |
| 2016      | 289                         | 243                         | 46                          | 926                         | 638                         | 288                         |
| 2015      | 243                         | 207                         | 36                          | 759                         | 548                         | 211                         |
| 2014      | 242                         | 209                         | 33                          | 768                         | 541                         | 227                         |
| 2013      | 286                         | 238                         | 48                          | 793                         | 574                         | 219                         |
| 2012      | 223                         | 198                         | 25                          | 717                         | 531                         | 186                         |
| 2011      | 194                         | 175                         | 19                          | 665                         | 510                         | 155                         |
| 2010      | 207                         | 198                         | 19                          | 540                         | 392                         | 184                         |
| 2009      | 248                         | 222                         | 26                          | 658                         | 530                         |                             |
| 2008      | Veranstaltung ausgefallen   | Veranstaltung ausgefallen   | Veranstaltung ausgefallen   | Veranstaltung ausgefallen   | Veranstaltung ausgefallen   | Veranstaltung ausgefallen   |
| 2007      | 357                         | 307                         | 50                          | 891                         | 647                         | 244                         |
| 2006      | 305                         | 270                         | 35                          | 778                         |                             |                             |
| 2005      | Zahlen nicht veröffentlicht | Zahlen nicht veröffentlicht | Zahlen nicht veröffentlicht | Zahlen nicht veröffentlicht | Zahlen nicht veröffentlicht | Zahlen nicht veröffentlicht |
| 2004      | 306                         | 276                         | 30                          | 656                         | 494                         | 162                         |
| 2003 2002 | Zahlen nicht veröffentlicht | Zahlen nicht veröffentlicht | Zahlen nicht veröffentlicht | Zahlen nicht veröffentlicht | Zahlen nicht veröffentlicht | Zahlen nicht veröffentlicht |